# Liga Guate
Liga Guate (ze względów sponsorskich Liga Guate Banrural) – najwyższa klasa rozgrywkowa piłki nożnej mężczyzn w Gwatemali. Występuje w niej dwanaście profesjonalnych klubów, z których najlepszy zostaje mistrzem Gwatemali.
Rozgrywki są toczone systemem ligowo-pucharowym. Po zakończeniu regularnego sezonu osiem najlepszych zespołów kwalifikuje się do ćwierćfinałów fazy play-off. Zwycięzca fazy play-off zdobywa tytuł mistrzowski. W ciągu roku rozgrywane są dwa niezależne półroczne sezony – jesienią Apertura, natomiast wiosną Clausura. Co roku dwie najsłabsze drużyny z sumarycznej tabeli regularnych sezonów Apertury i Clausury spadają do drugiej ligi. Trzy najlepsze gwatemalskie zespoły co roku kwalifikują się do rozgrywek Pucharu Ameryki Centralnej CONCACAF, które stanowią eliminacje do Pucharu Mistrzów CONCACAF.

## Aktualny skład
|  |  | Klub           | Miasto            | Założenie | Stadion                           | Pojemność     |
|  |  | -------------- | ----------------- | --------- | --------------------------------- | ------------- |
|  |  | Achuapa        | El Progreso       | 1932      | Municipal Manuel Ariza            | 2 773 miejsc  |
|  |  | Antigua GFC    | Antigua Guatemala | 1958      | Pensativo                         | 10 000 miejsc |
|  |  | Cobán Imperial | Cobán             | 1936      | Verapaz (José Ángel Rossi)        | 7 500 miejsc  |
|  |  | Comunicaciones | Gwatemala         | 1949      | Doroteo Guamuch Flores            | 27 000 miejsc |
|  |  | Guastatoya     | Guastatoya        | 2004      | David Cordón Hichos               | 2 800 miejsc  |
|  |  | Malacateco     | Malacatán         | 1962      | Santa Lucía                       | 8 000 miejsc  |
|  |  | Marquense      | San Marcos        | 1958      | Marquesa de la Ensenada           | 11 000 miejsc |
|  |  | Mixco          | Mixco             | 1964      | Santo Domingo                     | 2 000 miejsc  |
|  |  | Municipal      | Gwatemala         | 1936      | El Trébol (Manuel Felipe Carrera) | 8 500 miejsc  |
|  |  | Xelajú MC      | Quetzaltenango    | 1942      | Mario Camposeco                   | 12 500 miejsc |
|  |  | Xinabajul      | Huehuetenango     | 1980      | Los Cuchumatanes                  | 5 433 miejsc  |
|  |  | Zacapa         | Zacapa            | 1951      | David Ordóñez Bardales            | 9 000 miejsc  |

## Historia
Amatorska liga gwatemalska została zapoczątkowana w 1919 roku, kiedy to po raz pierwszy odbyły się rozgrywki o nazwie Liga Capitalina. Wzięły w niej udział cztery zespoły ze stołecznego miasta Gwatemala; Allies, Hércules, Nacional i ABC, a premierowym mistrzem została pierwsza z wymienionych drużyn. W formacie Liga Capitalina rozgrywki w Gwatemali toczyły się regularnie w latach 1919–1941, z wyjątkiem 1921 roku, kiedy to sezon nie odbył się z powodu turnieju piłkarskiego Juegos del Centenario z udziałem reprezentacji Gwatemali, Hondurasu, Salwadoru i Kostaryki, który miał miejsce na stołecznym Campo de Marte i rozegrano go podczas obchodzenia setnej rocznicy niepodległości Ameryki Środkowej. Równolegle do Liga Capitalina odbywało się kilka innych piłkarskich rozgrywek; w latach 1919–1923 Campeonato Nacional, w których występowały głównie reprezentacje poszczególnych stanów gwatemalskich, a w latach 1931–1941 Campeonato de la República, jednak później uznano, iż tylko zwycięzcy Liga Capitalina są uznawani za mistrzów kraju. Liga gwatemalska została przekwalifikowana na profesjonalną w 1942 roku.
Format rozgrywek ligi gwatemalskiej wielokrotnie zmieniał się na przestrzeni lat. W 1989 roku zdecydowano się wprowadzić na stałe system jesień-wiosna, a dziesięć lat później, wzorem innych latynoamerykańskich państw, dotychczasowy roczny sezon podzielono na dwie niezależne i trwające po pół roku fazy; jesienną Apertura i wiosenną Clausura. Zwycięzca każdej z nich zostaje mistrzem Gwatemali. Później wprowadzono również fazę play-off. Triumfator dwumeczu finałowego play-off zdobywa automatycznie mistrzostwo kraju.
Od początku powstania profesjonalnej ligi gwatemalskiej rozgrywki były zdominowane przez dwa kluby ze stołecznego miasta Gwatemala – Comunicaciones FC i CSD Municipal. Są to najbardziej utytułowane i cieszące się największą popularnością drużyny w kraju, a spotkania między nimi są uznawane za narodowe derby i noszą nazwę El Clásico Chapin. Najlepszym strzelcem w historii Liga Nacional de Fútbol jest legendarny napastnik Municipalu, Juan Carlos Plata, z 303 bramkami na koncie.

## Triumfatorzy
| 1942/1943           | Municipal (1)                             | brak                                      | Tipografía Nacional                       | Carlos Toledo            | Municipal             | 15 | Manuel Felipe Carrera     | Municipal           |  |
| 1944                | Tipografía Nacional (1)                   | brak                                      | Municipal                                 | Carlos Toledo (2)        | Municipal             | 10 | Joaquín Ortíz             | Tipografía Nacional |  |
| 1944/1945           | Tipografía Nacional (2)                   | brak                                      | Municipal                                 | Carlos Toledo (3)        | Municipal             | 18 | Roberto Calderón          | Tipografía Nacional |  |
| 1947                | Municipal (2)                             | brak                                      | España                                    | Carlos Toledo (4)        | Municipal             | 26 | Manuel Felipe Carrera (2) | Municipal           |  |
| 1950/1951           | Municipal (3)                             | brak                                      | Comunciaciones                            | Augusto Espinosa         | Hércules              | 15 | Alberto Cevasco           | Municipal           |  |
| 1952/1953           | Tipografía Nacional (3)                   | brak                                      | Comunciaciones                            | Isauro Orozco            | IRCA                  | 13 | Joaquín Ortíz (2)         | Tipografía Nacional |  |
| 1954/1955           | Municipal (4)                             | 0–1                                       | Comunciaciones                            | Jorge Víckers            | Comunciaciones        | 23 | Manuel Felipe Carrera (3) | Municipal           |  |
| 1954/1955           | Municipal (4)                             | 2–0                                       | Comunciaciones                            | Jorge Víckers            | Comunciaciones        | 23 | Manuel Felipe Carrera (3) | Municipal           |  |
| 1956                | Comunicaciones (1)                        | brak                                      | USAC                                      | Oscar Estrada            | Municipal             | 13 | José Cases Penades        | Comunicaciones      |  |
| 1957/1958           | Comunicaciones (2)                        | brak                                      | Municipal                                 | Alfredo Pérez            | USAC                  | 13 | José Cases Penades (2)    | Comunicaciones      |  |
| 1959/1960           | Comunicaciones (3)                        | brak                                      | Municipal                                 | Hugo Peña                | Municipal             | 32 | José Cases Penades (3)    | Comunicaciones      |  |
| 1961/1962           | Xelajú MC (1)                             | brak                                      | Comunicaciones                            | Ricardo Clark            | Municipal             | 23 | Roberto Chávez Lizano     | Xelajú MC           |  |
| 1963/1964           | Municipal (5)                             | 1–0                                       | Xelajú MC                                 | Tomás Gamboa             | Marquense             | 17 | Luis Grill Prieto         | Municipal           |  |
| 1963/1964           | Municipal (5)                             | 1–1                                       | Xelajú MC                                 | Tomás Gamboa             | Marquense             | 17 | Luis Grill Prieto         | Municipal           |  |
| 1964                | Aurora (1)                                | brak                                      | Municipal                                 | Carlos Herrera           | Aurora                | 17 | Rubén Amorín              | Aurora              |  |
| 1965/1966           | Municipal (6)                             | brak                                      | Comunicaciones                            | Hugo Peña (2)            | USAC                  | 14 | Marvin Rodríguez          | Municipal           |  |
| 1966                | Aurora (2)                                | brak                                      | Xelajú MC                                 | Hugo Peña (3)            | USAC                  | 24 | Rubén Amorín (2)          | Aurora              |  |
| 1967/1968           | Aurora (3)                                | 2–0                                       | Municipal                                 | Martín Charles           | Suchitepéquez         | 16 | Rubén Amorín (3)          | Aurora              |  |
| 1967/1968           | Aurora (3)                                | 4–1                                       | Municipal                                 | Juan Reyes               | Xelajú MC             | 16 | Rubén Amorín (3)          | Aurora              |  |
| 1968/1969           | Comunicaciones (4)                        | brak                                      | Aurora                                    | Hernán Godoy             | Comunicaciones        | 18 | Carlos Enrique Wellman    | Comunicaciones      |  |
| 1969/1970           | Municipal (7)                             | brak                                      | Aurora                                    | Carlos Pinasco           | Municipal             | 12 | Luis Grill Prieto (2)     | Municipal           |  |
| 1970/1971           | Comunicaciones (5)                        | brak                                      | Aurora                                    | René Morales             | Xelajú MC             | 13 | Walter Ormeño             | Comunicaciones      |  |
| 1971                | Comunicaciones (6)                        | brak                                      | Aurora                                    | Héctor Tambasco          | Comunicaciones        | 14 | Carmelo Faraone           | Comunicaciones      |  |
| 1972                | Comunicaciones (7)                        | brak                                      | Municipal                                 | Selvin Pennant           | Cementos Novella      | 17 | Walter Ormeño (2)         | Comunicaciones      |  |
| 1972                | Comunicaciones (7)                        | brak                                      | Municipal                                 | Jurandir dos Santos      | Suchitepéquez         | 17 | Walter Ormeño (2)         | Comunicaciones      |  |
| 1973                | Municipal (8)                             | brak                                      | Aurora                                    | Selvin Pennant (2)       | Cementos Novella      | 17 | Rubén Amorín (4)          | Municipal           |  |
| 1974                | Municipal (9)                             | brak                                      | Aurora                                    | Julio César Anderson     | Municipal             | 17 | Rubén Amorín (5)          | Municipal           |  |
| 1975                | Aurora (4)                                | brak                                      | Comunicaciones                            | Julio César Anderson (2) | Municipal             | 33 | Omar Muraco               | Aurora              |  |
| 1975                | Aurora (4)                                | brak                                      | Comunicaciones                            | Selvin Pennant (3)       | Aurora                | 33 | Omar Muraco               | Aurora              |  |
| 1976                | Municipal (10)                            | brak                                      | Comunicaciones                            | Julio César Anderson (3) | Municipal             | 17 | Salvador Pericullo        | Municipal           |  |
| 1977                | Comunicaciones (8)                        | brak                                      | Municipal                                 | Óscar Sánchez            | Comunicaciones        | 41 | Rubén Amorín (6)          | Comunicaciones      |  |
| 1978                | Aurora (5)                                | brak                                      | Comunicaciones                            | Óscar Sánchez (2)        | Comunicaciones        | 27 | Marvin Rodríguez (2)      | Aurora              |  |
| 1979/1980           | Comunicaciones (9)                        | brak                                      | Cobán Imperial                            | Óscar Sánchez (3)        | Comunicaciones        | 22 | Walter Ormeño (3)         | Comunicaciones      |  |
| 1980                | Xelajú MC (2)                             | brak                                      | Juventud Retalteca                        | René Morales (2)         | Juventud Retalteca    | 17 | Javier Mascaró            | Xelajú MC           |  |
| 1981                | Comunicaciones (10)                       | brak                                      | Xelajú MC                                 | Ricardo Carreño          | Galcasa               | 23 | Jorge Lainfiesta          | Comunicaciones      |  |
| 1982                | Comunicaciones (11)                       | 1–1                                       | Suchitepéquez                             | Rubén Paredes            | Cobán Imperial        | 17 | Jorge Lainfiesta (2)      | Comunicaciones      |  |
| 1982                | Comunicaciones (11)                       | 1–0                                       | Suchitepéquez                             | Rubén Paredes            | Cobán Imperial        | 17 | Jorge Lainfiesta (2)      | Comunicaciones      |  |
| 1983                | Suchitepéquez (1)                         | brak                                      | Comunicaciones                            | Jorge Rivaga             | Finanzas Industriales | 21 | Julio César Cortés        | Suchitepéquez       |  |
| 1984                | Aurora (6)                                | brak                                      | Suchitepéquez                             | José Luis González       | Suchitepéquez         | 24 | Rubén Amorín (7)          | Aurora              |  |
| 1985                | Comunicaciones (12)                       | 1–0                                       | Juventud Retalteca                        | Alberto Ramírez          | Comunicaciones        | 14 | Ranulfo Miranda           | Comunicaciones      |  |
| 1986                | Aurora (7)                                | brak                                      | Galcasa                                   | Raúl Chacón              | Comunicaciones        | 15 | Jorge Roldán              | Aurora              |  |
| 1987                | Municipal (11)                            | 0–0 (4–2 k)                               | Aurora                                    | Edwin Westphal           | Bandegua              | 21 | Miguel Ángel Brindisi     | Municipal           |  |
| 1988                | Municipal (12)                            | brak                                      | Aurora                                    | José Luis González (2)   | Aurora                | 17 | Miguel Ángel Brindisi (2) | Municipal           |  |
| 1989/1990           | Municipal (13)                            | 1–0                                       | Suchitepéquez                             | Marcelo Ferreira         | Municipal             | 19 | Walter Ormeño (4)         | Municipal           |  |
| 1990/1991           | Comunicaciones (13)                       | 4–2                                       | Municipal                                 | Roderico Méndez          | Chiquimulilla         | 22 | Walter Ormeño (5)         | Comunicaciones      |  |
| 1991/1992           | Municipal (14)                            | 0–0                                       | Comunicaciones                            | Edwin Westphal (2)       | Izabal JC             | 21 | Rubén Amorín (8)          | Municipal           |  |
| 1991/1992           | Municipal (14)                            | 2–1                                       | Comunicaciones                            | Edwin Westphal (2)       | Izabal JC             | 21 | Rubén Amorín (8)          | Municipal           |  |
| 1992/1993           | Aurora (8)                                | brak                                      | Comunicaciones                            | José Luis Cardozo        | Aurora                | 18 | Jorge Roldán (2)          | Aurora              |  |
| 1992/1993           | Aurora (8)                                | brak                                      | Comunicaciones                            | Edwin Westphal (3)       | Izabal JC             | 18 | Jorge Roldán (2)          | Aurora              |  |
| 1993/1994           | Municipal (15)                            | brak                                      | Escuintla                                 | Edwin Westphal (4)       | Aurora                | 21 | Horacio Cordero           | Municipal           |  |
| 1994/1995           | Comunicaciones (14)                       | 1–0                                       | Aurora                                    | Milton Nuñez             | Comunicaciones        | 22 | Juan Ramón Verón          | Comunicaciones      |  |
| 1995/1996           | Xelajú MC (3)                             | 1–0                                       | Comunicaciones                            | Néstor Raúl Pereira      | Amatitlán             | 15 | Marvin Rodríguez (3)      | Xelajú MC           |  |
| 1995/1996           | Xelajú MC (3)                             | 1–1 (pd)                                  | Comunicaciones                            | Juan Carlos Plata        | Municipal             | 15 | Marvin Rodríguez (3)      | Xelajú MC           |  |
| 1996/1997           | Comunicaciones (15)                       | 2–0                                       | Aurora                                    | Néstor Raúl Pereira (2)  | Amatitlán             | 18 | Carlos Miloc              | Comunicaciones      |  |
| 1996/1997           | Comunicaciones (15)                       | 3–1                                       | Aurora                                    | Néstor Raúl Pereira (2)  | Amatitlán             | 18 | Carlos Miloc              | Comunicaciones      |  |
| 1997/1998           | Comunicaciones (16)                       | brak                                      | Cobán Imperial                            | Danny Aguilar            | Suchitepéquez         | 22 | Juan Ramón Verón (2)      | Comunicaciones      |  |
| 1998/1999           | Comunicaciones (17)                       | brak                                      | Municipal                                 | Rudy Ramírez             | Zacapa                | 19 | Carlos Miloc (2)          | Comunicaciones      |  |
| Apertura 1999       | Comunicaciones (18)                       | 1–1                                       | Municipal                                 | Rudy Ramírez (2)         | Municipal             | 20 | Carlos Miloc (3)          | Comunicaciones      |  |
| Apertura 1999       | Comunicaciones (18)                       | 2–1                                       | Municipal                                 | Rudy Ramírez (2)         | Municipal             | 20 | Carlos Miloc (3)          | Comunicaciones      |  |
| Clausura 2000       | Municipal (16)                            | 0–1                                       | Comunicaciones                            | Rolando Fonseca          | Comunicaciones        | 21 | Horacio Cordero (2)       | Municipal           |  |
| Clausura 2000       | Municipal (16)                            | 2–0                                       | Comunicaciones                            | Rolando Fonseca          | Comunicaciones        | 21 | Horacio Cordero (2)       | Municipal           |  |
| Apertura 2000       | Municipal (17)                            | 0–0                                       | Comunicaciones                            | Nicolás López            | Zacapa                | 16 | Horacio Cordero (3)       | Municipal           |  |
| Apertura 2000       | Municipal (17)                            | 1–1                                       | Comunicaciones                            | Nicolás López            | Zacapa                | 16 | Horacio Cordero (3)       | Municipal           |  |
| Clausura 2001       | Comunicaciones (19)                       | 4–0                                       | Antigua GFC                               | César Trujillo           | Xelajú MC             | 13 | Alberto Aguilar           | Comunicaciones      |  |
| Clausura 2001       | Comunicaciones (19)                       | 2–3                                       | Antigua GFC                               | César Trujillo           | Xelajú MC             | 13 | Alberto Aguilar           | Comunicaciones      |  |
| Reordenamiento 2001 | Municipal (18)                            | 0–3                                       | Cobán Imperial                            | Regilson                 | Cobán Imperial        | 15 | Ever Hugo Almeida         | Municipal           |  |
| Reordenamiento 2001 | Municipal (18)                            | 3–0 (4–2 k)                               | Cobán Imperial                            | Regilson                 | Cobán Imperial        | 15 | Ever Hugo Almeida         | Municipal           |  |
| Clausura 2002       | Municipal (19)                            | 1–2                                       | Comunicaciones                            | Guillermo Ramírez        | Municipal             | 18 | Ever Hugo Almeida (2)     | Municipal           |  |
| Clausura 2002       | Municipal (19)                            | 2–0                                       | Comunicaciones                            | Guillermo Ramírez        | Municipal             | 18 | Ever Hugo Almeida (2)     | Municipal           |  |
| Apertura 2002       | Comunicaciones (20)                       | 2–1                                       | Municipal                                 | Edgar Arriaza            | Aurora                | 10 | Horacio Cordero (4)       | Comunicaciones      |  |
| Apertura 2002       | Comunicaciones (20)                       | 1–1                                       | Municipal                                 | Edgar Arriaza            | Aurora                | 10 | Horacio Cordero (4)       | Comunicaciones      |  |
| Clausura 2003       | Comunicaciones (21)                       | 0–0                                       | Cobán Imperial                            | Diego Latorre            | Comunicaciones        | 11 | Horacio Cordero (5)       | Comunicaciones      |  |
| Clausura 2003       | Comunicaciones (21)                       | 3–2 (pd)                                  | Cobán Imperial                            | Diego Latorre            | Comunicaciones        | 11 | Horacio Cordero (5)       | Comunicaciones      |  |
| Apertura 2003       | Municipal (20)                            | 3–2                                       | Comunicaciones                            | Erwin Godoy              | Jalapa                | 12 | Ever Hugo Almeida (3)     | Municipal           |  |
| Apertura 2003       | Municipal (20)                            | 0–0                                       | Comunicaciones                            | Erwin Godoy              | Jalapa                | 12 | Ever Hugo Almeida (3)     | Municipal           |  |
| Clausura 2004       | Cobán Imperial (1)                        | 3–2                                       | Municipal                                 | Oscar Garracino          | Xelajú MC             | 13 | Julio César Antúnez       | Cobán Imperial      |  |
| Clausura 2004       | Cobán Imperial (1)                        | 2–2                                       | Municipal                                 | Oscar Garracino          | Xelajú MC             | 13 | Julio César Antúnez       | Cobán Imperial      |  |
| Apertura 2004       | Municipal (21)                            | 5–1                                       | Comunicaciones                            | Edwin Villatoro          | Suchitepéquez         | 16 | Enzo Trossero             | Municipal           |  |
| Apertura 2004       | Municipal (21)                            | 4–1                                       | Comunicaciones                            | Edwin Villatoro          | Suchitepéquez         | 16 | Enzo Trossero             | Municipal           |  |
| Clausura 2005       | Municipal (22)                            | 1–0                                       | Suchitepéquez                             | Israel Silva             | Xelajú MC             | 12 | Enzo Trossero (2)         | Municipal           |  |
| Clausura 2005       | Municipal (22)                            | 4–2                                       | Suchitepéquez                             | Israel Silva             | Xelajú MC             | 12 | Enzo Trossero (2)         | Municipal           |  |
| Apertura 2005       | Municipal (23)                            | 0–0                                       | Comunicaciones                            | Juan Carlos Plata (2)    | Municipal             | 15 | Enzo Trossero (3)         | Municipal           |  |
| Apertura 2005       | Municipal (23)                            | 2–0                                       | Comunicaciones                            | Juan Carlos Plata (2)    | Municipal             | 15 | Enzo Trossero (3)         | Municipal           |  |
| Clausura 2006       | Municipal (24)                            | 2–0                                       | Marquense                                 | Jorge Estrada            | Marquense             | 11 | Enzo Trossero (4)         | Municipal           |  |
| Clausura 2006       | Municipal (24)                            | 2–1                                       | Marquense                                 | Juan Carlos Plata (3)    | Municipal             | 11 | Enzo Trossero (4)         | Municipal           |  |
| Apertura 2006       | Municipal (25)                            | 0–0                                       | Comunicaciones                            | Israel Silva (2)         | Xelajú MC             | 14 | Enzo Trossero (5)         | Municipal           |  |
| Apertura 2006       | Municipal (25)                            | 1–1                                       | Comunicaciones                            | Israel Silva (2)         | Xelajú MC             | 14 | Enzo Trossero (5)         | Municipal           |  |
| Clausura 2007       | Xelajú MC (4)                             | 0–1                                       | Marquense                                 | César Alegría            | Marquense             | 15 | Carlos Jurado             | Xelajú MC           |  |
| Clausura 2007       | Xelajú MC (4)                             | 4–1                                       | Marquense                                 | César Alegría            | Marquense             | 15 | Carlos Jurado             | Xelajú MC           |  |
| Apertura 2007       | Jalapa (1)                                | 1–1                                       | Suchitepéquez                             | Adrián Apellaniz         | Jalapa                | 14 | Julio González            | Jalapa              |  |
| Apertura 2007       | Jalapa (1)                                | 0–0                                       | Suchitepéquez                             | Adrián Apellaniz         | Jalapa                | 14 | Julio González            | Jalapa              |  |
| Clausura 2008       | Municipal (26)                            | 3–1                                       | Comunicaciones                            | Fredy García             | Municipal             | 12 | Horacio Cordero (6)       | Municipal           |  |
| Clausura 2008       | Municipal (26)                            | 1–2                                       | Comunicaciones                            | Fredy García             | Municipal             | 12 | Horacio Cordero (6)       | Municipal           |  |
| Apertura 2008       | Comunicaciones (22)                       | 2–1                                       | Municipal                                 | Adrián Apellaniz (2)     | Comunicaciones        | 10 | Julio González (2)        | Comunicaciones      |  |
| Apertura 2008       | Comunicaciones (22)                       | 2–1                                       | Municipal                                 | Carlos Castillo          | Suchitepéquez         | 10 | Julio González (2)        | Comunicaciones      |  |
| Apertura 2008       | Comunicaciones (22)                       | 1–1                                       | Municipal                                 | Gastón Linares           | Heredia               | 10 | Julio González (2)        | Comunicaciones      |  |
| Apertura 2008       | Comunicaciones (22)                       | 1–1                                       | Municipal                                 | Fabián Muñoz             | Zacapa                | 10 | Julio González (2)        | Comunicaciones      |  |
| Clausura 2009       | Jalapa (2)                                | 3–1                                       | Municipal                                 | Carlos González          | Municipal             | 10 | Héctor Julián Trujillo    | Jalapa              |  |
| Clausura 2009       | Jalapa (2)                                | 1–0                                       | Municipal                                 | Carlos González          | Municipal             | 10 | Héctor Julián Trujillo    | Jalapa              |  |
| Apertura 2009       | Municipal (27)                            | 1–0                                       | Comunicaciones                            | Henry Hernández          | Juventud Retalteca    | 19 | Jorge Habegger            | Municipal           |  |
| Apertura 2009       | Municipal (27)                            | 0–0                                       | Comunicaciones                            | Henry Hernández          | Juventud Retalteca    | 19 | Jorge Habegger            | Municipal           |  |
| Clausura 2010       | Municipal (28)                            | 3–1                                       | Xelajú MC                                 | Rolando Fonseca (2)      | Comunicaciones        | 15 | Manuel Keosseian          | Municipal           |  |
| Clausura 2010       | Municipal (28)                            | 4–0                                       | Xelajú MC                                 | Rolando Fonseca (2)      | Comunicaciones        | 15 | Manuel Keosseian          | Municipal           |  |
| Apertura 2010       | Comunicaciones (23)                       | 1–1                                       | Municipal                                 | Guillermo Ramírez (2)    | Municipal             | 14 | Iván Franco Sopegno       | Comunicaciones      |  |
| Apertura 2010       | Comunicaciones (23)                       | 2–2 (4–3 k)                               | Municipal                                 | Guillermo Ramírez (2)    | Municipal             | 14 | Iván Franco Sopegno       | Comunicaciones      |  |
| Clausura 2011       | Comunicaciones (24)                       | 3–0                                       | Municipal                                 | Óscar Isaula             | Malacateco            | 14 | Iván Franco Sopegno (2)   | Comunicaciones      |  |
| Clausura 2011       | Comunicaciones (24)                       | 3–0                                       | Municipal                                 | Óscar Isaula             | Malacateco            | 14 | Iván Franco Sopegno (2)   | Comunicaciones      |  |
| Apertura 2011       | Municipal (29)                            | 2–0                                       | Comunicaciones                            | Henry Hernández (2)      | Heredia               | 17 | Javier Delgado            | Municipal           |  |
| Apertura 2011       | Municipal (29)                            | 2–0                                       | Comunicaciones                            | Henry Hernández (2)      | Heredia               | 17 | Javier Delgado            | Municipal           |  |
| Clausura 2012       | Xelajú MC (5)                             | 0–1                                       | Municipal                                 | Henry Hernández (3)      | Heredia               | 16 | Hernán Medford            | Xelajú MC           |  |
| Clausura 2012       | Xelajú MC (5)                             | 2–1 (3–1 k)                               | Municipal                                 | Henry Hernández (3)      | Heredia               | 16 | Hernán Medford            | Xelajú MC           |  |
| Apertura 2012       | Comunicaciones (25)                       | 3–0                                       | Municipal                                 | Robin Betancourth        | Heredia               | 13 | Rónald González           | Comunicaciones      |  |
| Apertura 2012       | Comunicaciones (25)                       | 1–0                                       | Municipal                                 | Robin Betancourth        | Heredia               | 13 | Rónald González           | Comunicaciones      |  |
| Clausura 2013       | Comunicaciones (26)                       | 2–1                                       | Heredia                                   | Fernando Gallo           | USAC                  | 12 | Iván Franco Sopegno (3)   | Comunicaciones      |  |
| Clausura 2013       | Comunicaciones (26)                       | 0–0                                       | Heredia                                   | Fernando Gallo           | USAC                  | 12 | Iván Franco Sopegno (3)   | Comunicaciones      |  |
| Apertura 2013       | Comunicaciones (27)                       | 0–2                                       | Heredia                                   | Israel Silva (3)         | Xelajú MC             | 14 | Iván Franco Sopegno (4)   | Comunicaciones      |  |
| Apertura 2013       | Comunicaciones (27)                       | 3–1 (4–3 k)                               | Heredia                                   | Israel Silva (3)         | Xelajú MC             | 14 | Iván Franco Sopegno (4)   | Comunicaciones      |  |
| Clausura 2014       | Comunicaciones (28)                       | 1–0                                       | Municipal                                 | Óscar Isaula (2)         | Heredia               | 20 | Iván Franco Sopegno (5)   | Comunicaciones      |  |
| Clausura 2014       | Comunicaciones (28)                       | 1–0                                       | Municipal                                 | Óscar Isaula (2)         | Heredia               | 20 | Iván Franco Sopegno (5)   | Comunicaciones      |  |
| Apertura 2014       | Comunicaciones (29)                       | 1–1                                       | Municipal                                 | Wilber Pérez             | Petapa                | 12 | William Coito Olivera     | Comunicaciones      |  |
| Apertura 2014       | Comunicaciones (29)                       | 2–1                                       | Municipal                                 | Carlos Ruiz              | Municipal             | 12 | William Coito Olivera     | Comunicaciones      |  |
| Clausura 2015       | Comunicaciones (30)                       | 2–0                                       | Municipal                                 | Rolando Blackburn        | Comunicaciones        | 13 | William Coito Olivera (2) | Comunicaciones      |  |
| Clausura 2015       | Comunicaciones (30)                       | 2–3                                       | Municipal                                 | Rolando Blackburn        | Comunicaciones        | 13 | William Coito Olivera (2) | Comunicaciones      |  |
| Apertura 2015       | Antigua GFC (1)                           | 1–2                                       | Guastatoya                                | Carlos Kamiani Félix     | USAC                  | 19 | Mauricio Tapia            | Antigua GFC         |  |
| Apertura 2015       | Antigua GFC (1)                           | 2–0                                       | Guastatoya                                | Carlos Kamiani Félix     | USAC                  | 19 | Mauricio Tapia            | Antigua GFC         |  |
| Clausura 2016       | Suchitepéquez (2)                         | 1–2                                       | Comunicaciones                            | Carlos Kamiani Félix (2) | USAC                  | 15 | Douglas Zamora            | Suchitepéquez       |  |
| Clausura 2016       | Suchitepéquez (2)                         | 3–0                                       | Comunicaciones                            | Juan Valenzuela          | Malacateco            | 15 | Douglas Zamora            | Suchitepéquez       |  |
| Apertura 2016       | Antigua GFC (2)                           | 2–1                                       | Municipal                                 | Edi Danilo Guerra        | Municipal             | 14 | Mauricio Tapia (2)        | Antigua GFC         |  |
| Apertura 2016       | Antigua GFC (2)                           | 0–1 (5–4 k)                               | Municipal                                 | Agustín Herrera          | Antigua GFC           | 14 | Mauricio Tapia (2)        | Antigua GFC         |  |
| Clausura 2017       | Municipal (30)                            | 0–0                                       | Guastatoya                                | Agustín Herrera (2)      | Antigua GFC           | 14 | Gustavo Machaín           | Municipal           |  |
| Clausura 2017       | Municipal (30)                            | 2–0                                       | Guastatoya                                | Agustín Herrera (2)      | Antigua GFC           | 14 | Gustavo Machaín           | Municipal           |  |
| Apertura 2017       | Antigua GFC (3)                           | 1–1                                       | Municipal                                 | Janderson                | Petapa                | 14 | Mauricio Tapia (3)        | Antigua GFC         |  |
| Apertura 2017       | Antigua GFC (3)                           | 2–1                                       | Municipal                                 | Janderson                | Petapa                | 14 | Mauricio Tapia (3)        | Antigua GFC         |  |
| Clausura 2018       | Guastatoya (1)                            | 1–1                                       | Xelajú MC                                 | Agustín Herrera (3)      | Antigua GFC           | 15 | Amarini Villatoro         | Guastatoya          |  |
| Clausura 2018       | Guastatoya (1)                            | 2–0                                       | Xelajú MC                                 | Agustín Herrera (3)      | Antigua GFC           | 15 | Amarini Villatoro         | Guastatoya          |  |
| Apertura 2018       | Guastatoya (2)                            | 2–1                                       | Comunicaciones                            | Agustín Herrera (4)      | Antigua GFC           | 12 | Amarini Villatoro (2)     | Guastatoya          |  |
| Apertura 2018       | Guastatoya (2)                            | 1–1                                       | Comunicaciones                            | Agustín Herrera (4)      | Antigua GFC           | 12 | Amarini Villatoro (2)     | Guastatoya          |  |
| Clausura 2019       | Antigua GFC (4)                           | 1–0                                       | Malacateco                                | Agustín Herrera (5)      | Antigua GFC           | 11 | Antonio Torres Servín     | Antigua GFC         |  |
| Clausura 2019       | Antigua GFC (4)                           | 1–0                                       | Malacateco                                | William Zapata           | Sanarate              | 11 | Antonio Torres Servín     | Antigua GFC         |  |
| Apertura 2019       | Municipal (31)                            | 1–0                                       | Antigua GFC                               | Ramiro Rocca             | Iztapa                | 16 | Sebastián Bini            | Municipal           |  |
| Apertura 2019       | Municipal (31)                            | 2–2                                       | Antigua GFC                               | Ramiro Rocca             | Iztapa                | 16 | Sebastián Bini            | Municipal           |  |
| Clausura 2020       | przerwane ze względu na pandemię COVID-19 | przerwane ze względu na pandemię COVID-19 | przerwane ze względu na pandemię COVID-19 |                          |                       |    |                           |                     |  |
| Apertura 2020       | Guastatoya (3)                            | 2–1                                       | Municipal                                 | Ramiro Rocca (2)         | Municipal             | 21 | William Coito Olivera (3) | Guastatoya          |  |
| Apertura 2020       | Guastatoya (3)                            | 1–1                                       | Municipal                                 | Ramiro Rocca (2)         | Municipal             | 21 | William Coito Olivera (3) | Guastatoya          |  |
| Clausura 2021       | Santa Lucía (1)                           | 4–0                                       | Comunicaciones                            | Nicolás Martínez         | Achuapa               | 10 | Mario Acevedo             | Santa Lucía         |  |
| Clausura 2021       | Santa Lucía (1)                           | 2–5                                       | Comunicaciones                            | Nicolás Martínez         | Achuapa               | 10 | Mario Acevedo             | Santa Lucía         |  |
| Apertura 2021       | Malacateco (1)                            | 2–0                                       | Comunicaciones                            | Matías Rotondi           | Malacateco            | 15 | Roberto Hernández         | Malacateco          |  |
| Apertura 2021       | Malacateco (1)                            | 0–0                                       | Comunicaciones                            | Matías Rotondi           | Malacateco            | 15 | Roberto Hernández         | Malacateco          |  |
| Clausura 2022       | Comunicaciones (31)                       | 1–0                                       | Municipal                                 | Isaac Acuña              | Santa Lucía           | 12 | William Coito Olivera (4) | Comunicaciones      |  |
| Clausura 2022       | Comunicaciones (31)                       | 1–0                                       | Municipal                                 | Isaac Acuña              | Santa Lucía           | 12 | William Coito Olivera (4) | Comunicaciones      |  |
| Apertura 2022       | Cobán Imperial (2)                        | 1–0                                       | Antigua GFC                               | Lucas Gómez              | Antigua GFC           | 12 | Roberto Montoya           | Cobán Imperial      |  |
| Apertura 2022       | Cobán Imperial (2)                        | 0–0                                       | Antigua GFC                               | Nicolás Martínez (2)     | Cobán Imperial        | 12 | Roberto Montoya           | Cobán Imperial      |  |
| Clausura 2023       | Xelajú MC (6)                             | 0–2                                       | Antigua GFC                               | Matías Rotondi (2)       | Municipal             | 14 | Amarini Villatoro (3)     | Xelajú MC           |  |
| Clausura 2023       | Xelajú MC (6)                             | 3–0                                       | Antigua GFC                               | Matías Rotondi (2)       | Municipal             | 14 | Amarini Villatoro (3)     | Xelajú MC           |  |
| Apertura 2023       | Comunicaciones (32)                       | 1–1                                       | Guastatoya                                | José Carlos Martínez     | Municipal             | 9  | William Coito Olivera (5) | Comunicaciones      |  |
| Apertura 2023       | Comunicaciones (32)                       | 1–0                                       | Guastatoya                                | José Carlos Martínez     | Municipal             | 9  | William Coito Olivera (5) | Comunicaciones      |  |
| Clausura 2024       | Municipal (32)                            | 0–0                                       | Mixco                                     | Diego Casas              | Cobán Imperial        | 9  | Sebastián Bini (2)        | Municipal           |  |
| Clausura 2024       | Municipal (32)                            | 2–0                                       | Mixco                                     | Matías Rotondi (3)       | Municipal             | 9  | Sebastián Bini (2)        | Municipal           |  |
| Apertura 2024       | Xelajú MC (7)                             | 0–2                                       | Cobán Imperial                            | Erick Lemus              | Comunicaciones        | 9  | Amarini Villatoro (4)     | Xelajú MC           |  |
| Apertura 2024       | Xelajú MC (7)                             | 3–0 (pd)                                  | Cobán Imperial                            | Óscar Rai Villa          | Xelajú MC             | 9  | Amarini Villatoro (4)     | Xelajú MC           |  |
| Clausura 2025       | Antigua GFC (5)                           | 0–0                                       | Municipal                                 | Nicolás Martínez (3)     | Mixco                 | 10 | Mauricio Tapia (4)        | Antigua GFC         |  |
| Clausura 2025       | Antigua GFC (5)                           | 2–1                                       | Municipal                                 | Nicolás Martínez (3)     | Mixco                 | 10 | Mauricio Tapia (4)        | Antigua GFC         |  |

Legenda:
- pd – po dogrywce
- k – seria rzutów karnych

W kolumnie „mistrz” w nawiasie podano, który w swojej historii tytuł mistrzowski zdobył dany klub.

W kolumnie „zawodnik” w nawiasie podano, który w swojej karierze tytuł króla strzelców zdobył piłkarz.

W kolumnie „trener” w nawiasie podano, który w swojej karierze tytuł mistrza zdobył trener.

## Klasyfikacja medalowa
| #   | Klub                | Tytuły | Tytuły |                    | Tytuły (lata)      | Tytuły (lata)      | Tytuły (lata)      | Tytuły (lata)      | Tytuły (lata)      | Tytuły (lata)      | Tytuły (lata)      | Tytuły (lata)      | Tytuły (lata)      | Tytuły (lata)          | Tytuły (lata)          | Tytuły (lata)          | Tytuły (lata)          | Tytuły (lata)          | Tytuły (lata)          | Tytuły (lata)          | Tytuły (lata)          | Tytuły (lata)          | Tytuły (lata)          | Tytuły (lata) |
| #   | Klub                |        |        | Mistrzostwa (lata) | Mistrzostwa (lata) | Mistrzostwa (lata) | Mistrzostwa (lata) | Mistrzostwa (lata) | Mistrzostwa (lata) | Mistrzostwa (lata) | Mistrzostwa (lata) | Mistrzostwa (lata) | Mistrzostwa (lata) | Wicemistrzostwa (lata) | Wicemistrzostwa (lata) | Wicemistrzostwa (lata) | Wicemistrzostwa (lata) | Wicemistrzostwa (lata) | Wicemistrzostwa (lata) | Wicemistrzostwa (lata) | Wicemistrzostwa (lata) | Wicemistrzostwa (lata) | Wicemistrzostwa (lata) |               |
| --- | ------------------- | ------ | ------ | ------------------ | ------------------ | ------------------ | ------------------ | ------------------ | ------------------ | ------------------ | ------------------ | ------------------ | ------------------ | ---------------------- | ---------------------- | ---------------------- | ---------------------- | ---------------------- | ---------------------- | ---------------------- | ---------------------- | ---------------------- | ---------------------- | ------------- |
| 1.  | Municipal           | 32     | 27     | 1943               | 1947               | 1951               | 1955               | 1964               | 1966               | 1970               | 1973               | 1974               | 1976               | 1944                   | 1945                   | 1958                   | 1960                   | 1964                   | 1968                   | 1972                   | 1977                   | 1991                   | 1999                   |               |
| 1.  | Municipal           | 32     | 27     | 1987               | 1988               | 1990               | 1992               | 1994               | C2000              | A2000              | R2001              | C2002              | A2003              | A1999                  | A2002                  | C2004                  | A2008                  | C2009                  | A2010                  | C2011                  | C2012                  | A2012                  | C2014                  |               |
| 1.  | Municipal           | 32     | 27     | A2004              | C2005              | A2005              | C2006              | A2006              | C2008              | A2009              | C2010              | A2011              | C2017              | A2014                  | C2015                  | A2016                  | A2017                  | A2020                  | C2022                  | C2025                  |                        |                        |                        |               |
| 1.  | Municipal           | 32     | 27     | A2019              | C2024              |                    |                    |                    |                    |                    |                    |                    |                    |                        |                        |                        |                        |                        |                        |                        |                        |                        |                        |               |
|     |                     |        |        |                    |                    |                    |                    |                    |                    |                    |                    |                    |                    |                        |                        |                        |                        |                        |                        |                        |                        |                        |                        |               |
| 2.  | Comunicaciones      | 32     | 23     | 1956               | 1958               | 1960               | 1969               | 1971               | 1971               | 1972               | 1977               | 1980               | 1981               | 1962                   | 1966                   | 1975                   | 1976                   | 1978                   | 1983                   | 1992                   | 1993                   | 1996                   | C2000                  |               |
| 2.  | Comunicaciones      | 32     | 23     | 1982               | 1985               | 1991               | 1995               | 1997               | 1998               | 1999               | A1999              | C2001              | A2002              | A2000                  | C2002                  | A2003                  | A2004                  | A2005                  | A2006                  | C2008                  | A2009                  | A2011                  | C2016                  |               |
| 2.  | Comunicaciones      | 32     | 23     | C2003              | A2008              | A2010              | C2011              | A2012              | C2013              | A2013              | C2014              | A2014              | C2015              | A2018                  | C2021                  | A2021                  |                        |                        |                        |                        |                        |                        |                        |               |
| 2.  | Comunicaciones      | 32     | 23     | C2022              | A2023              |                    |                    |                    |                    |                    |                    |                    |                    |                        |                        |                        |                        |                        |                        |                        |                        |                        |                        |               |
|     |                     |        |        |                    |                    |                    |                    |                    |                    |                    |                    |                    |                    |                        |                        |                        |                        |                        |                        |                        |                        |                        |                        |               |
| 3.  | Aurora              | 8      | 10     | 1964               | 1966               | 1968               | 1975               | 1978               | 1984               | 1986               | 1993               |                    |                    | 1969                   | 1970                   | 1971                   | 1971                   | 1973                   | 1974                   | 1987                   | 1988                   | 1995                   | 1997                   |               |
|     |                     |        |        |                    |                    |                    |                    |                    |                    |                    |                    |                    |                    |                        |                        |                        |                        |                        |                        |                        |                        |                        |                        |               |
| 4.  | Xelajú MC           | 7      | 5      | 1962               | 1980               | 1996               | C2007              | C2012              | C2023              | A2024              |                    |                    |                    | 1964                   | 1966                   | 1981                   | C2010                  | C2018                  |                        |                        |                        |                        |                        |               |
|     |                     |        |        |                    |                    |                    |                    |                    |                    |                    |                    |                    |                    |                        |                        |                        |                        |                        |                        |                        |                        |                        |                        |               |
| 5.  | Antigua GFC         | 5      | 4      | A2015              | A2016              | A2017              | C2019              | C2025              |                    |                    |                    |                    |                    | C2001                  | A2019                  | A2022                  | C2023                  |                        |                        |                        |                        |                        |                        |               |
|     |                     |        |        |                    |                    |                    |                    |                    |                    |                    |                    |                    |                    |                        |                        |                        |                        |                        |                        |                        |                        |                        |                        |               |
| 6.  | Guastatoya          | 3      | 3      | C2018              | A2018              | A2020              |                    |                    |                    |                    |                    |                    |                    | A2015                  | C2017                  | A2023                  |                        |                        |                        |                        |                        |                        |                        |               |
|     |                     |        |        |                    |                    |                    |                    |                    |                    |                    |                    |                    |                    |                        |                        |                        |                        |                        |                        |                        |                        |                        |                        |               |
| 7.  | Tipografía Nacional | 3      | 1      | 1944               | 1945               | 1953               |                    |                    |                    |                    |                    |                    |                    | 1943                   |                        |                        |                        |                        |                        |                        |                        |                        |                        |               |
|     |                     |        |        |                    |                    |                    |                    |                    |                    |                    |                    |                    |                    |                        |                        |                        |                        |                        |                        |                        |                        |                        |                        |               |
| 8.  | Suchitepéquez       | 2      | 5      | 1983               | C2016              |                    |                    |                    |                    |                    |                    |                    |                    | 1982                   | 1984                   | 1990                   | C2005                  | A2007                  |                        |                        |                        |                        |                        |               |
| 8.  |                     |        |        |                    |                    |                    |                    |                    |                    |                    |                    |                    |                    |                        |                        |                        |                        |                        |                        |                        |                        |                        |                        |               |
| 8.  | Cobán Imperial      | 2      | 5      | C2004              | A2022              |                    |                    |                    |                    |                    |                    |                    |                    | 1980                   | 1998                   | R2001                  | C2003                  | A2024                  |                        |                        |                        |                        |                        |               |
|     |                     |        |        |                    |                    |                    |                    |                    |                    |                    |                    |                    |                    |                        |                        |                        |                        |                        |                        |                        |                        |                        |                        |               |
| 10. | Jalapa              | 2      | 0      | A2007              | C2009              |                    |                    |                    |                    |                    |                    |                    |                    |                        |                        |                        |                        |                        |                        |                        |                        |                        |                        |               |
|     |                     |        |        |                    |                    |                    |                    |                    |                    |                    |                    |                    |                    |                        |                        |                        |                        |                        |                        |                        |                        |                        |                        |               |
| 11. | Malacateco          | 1      | 1      | A2021              |                    |                    |                    |                    |                    |                    |                    |                    |                    | C2019                  |                        |                        |                        |                        |                        |                        |                        |                        |                        |               |
|     |                     |        |        |                    |                    |                    |                    |                    |                    |                    |                    |                    |                    |                        |                        |                        |                        |                        |                        |                        |                        |                        |                        |               |
| 12. | Santa Lucía         | 1      | 0      | C2021              |                    |                    |                    |                    |                    |                    |                    |                    |                    |                        |                        |                        |                        |                        |                        |                        |                        |                        |                        |               |
|     |                     |        |        |                    |                    |                    |                    |                    |                    |                    |                    |                    |                    |                        |                        |                        |                        |                        |                        |                        |                        |                        |                        |               |
| 13. | Juventud Retalteca  | 0      | 2      |                    |                    |                    |                    |                    |                    |                    |                    |                    |                    | 1980                   | 1985                   |                        |                        |                        |                        |                        |                        |                        |                        |               |
| 13. |                     |        |        |                    |                    |                    |                    |                    |                    |                    |                    |                    |                    |                        |                        |                        |                        |                        |                        |                        |                        |                        |                        |               |
| 13. | Marquense           | 0      | 2      |                    |                    |                    |                    |                    |                    |                    |                    |                    |                    | C2006                  | C2007                  |                        |                        |                        |                        |                        |                        |                        |                        |               |
| 13. |                     |        |        |                    |                    |                    |                    |                    |                    |                    |                    |                    |                    |                        |                        |                        |                        |                        |                        |                        |                        |                        |                        |               |
| 13. | Heredia             | 0      | 2      |                    |                    |                    |                    |                    |                    |                    |                    |                    |                    | C2013                  | A2013                  |                        |                        |                        |                        |                        |                        |                        |                        |               |
|     |                     |        |        |                    |                    |                    |                    |                    |                    |                    |                    |                    |                    |                        |                        |                        |                        |                        |                        |                        |                        |                        |                        |               |
| 16. | España              | 0      | 1      |                    |                    |                    |                    |                    |                    |                    |                    |                    |                    | 1947                   |                        |                        |                        |                        |                        |                        |                        |                        |                        |               |
| 16. |                     |        |        |                    |                    |                    |                    |                    |                    |                    |                    |                    |                    |                        |                        |                        |                        |                        |                        |                        |                        |                        |                        |               |
| 16. | USAC                | 0      | 1      |                    |                    |                    |                    |                    |                    |                    |                    |                    |                    | 1956                   |                        |                        |                        |                        |                        |                        |                        |                        |                        |               |
| 16. |                     |        |        |                    |                    |                    |                    |                    |                    |                    |                    |                    |                    |                        |                        |                        |                        |                        |                        |                        |                        |                        |                        |               |
| 16. | Galcasa             | 0      | 1      |                    |                    |                    |                    |                    |                    |                    |                    |                    |                    | 1986                   |                        |                        |                        |                        |                        |                        |                        |                        |                        |               |
| 16. |                     |        |        |                    |                    |                    |                    |                    |                    |                    |                    |                    |                    |                        |                        |                        |                        |                        |                        |                        |                        |                        |                        |               |
| 16. | Escuintla           | 0      | 1      |                    |                    |                    |                    |                    |                    |                    |                    |                    |                    | 1994                   |                        |                        |                        |                        |                        |                        |                        |                        |                        |               |
| 16. |                     |        |        |                    |                    |                    |                    |                    |                    |                    |                    |                    |                    |                        |                        |                        |                        |                        |                        |                        |                        |                        |                        |               |
| 16. | Mixco               | 0      | 1      |                    |                    |                    |                    |                    |                    |                    |                    |                    |                    | C2024                  |                        |                        |                        |                        |                        |                        |                        |                        |                        |               |

Pogrubioną czcionką zaznaczono kluby, które aktualnie występują w lidze.